# Pont de Đurđevića Tara
Le pont de Djurdjevica Tara est un pont en arc en béton jeté sur la rivière Tara, situé dans le nord du Monténégro. Il est situé au carrefour des villes de Mojkovac, Žabljak et Pljevlja, entre les villages de Đurđevića et Trešnjica. Il porte le nom du village de Đurđevića Tara.

## Construction
Le pont de Djurdjevica Tara, conçu par Mijat Trojanovic, a été construit entre 1937 et 1940 au royaume de Yougoslavie. Détruit en partie lors de la Seconde Guerre mondiale, il est reconstruit en 1946.

## Caractéristiques et dimensions
Le pont, long de 365 mètres, est composé de cinq arches. La plus grande portée est de 116 mètres. La chaussée se trouve à 172 mètres au-dessus de la Tara. Au moment de son inauguration, le pont était le plus grand pont en arc en béton pour véhicules d'Europe.
Il est emprunté par la route nationale M6.

## Seconde Guerre mondiale
Une grande partie du Monténégro, dont le canyon de la Tara, est occupée par les forces armées italiennes après l'invasion allemande de la Yougoslavie en avril 1941. Comme le relief montagneux est approprié pour la guérilla, un soulèvement mené par des partisans survient dans la région. Les Italiens prennent le contrôle du pont de Tara lors d'une offensive en 1942.
Un Partisan yougoslave fait exploser l'arche centrale avec l'aide de l'un des ingénieurs du pont, Lazar Jaukovic. Cette attaque coupe le seul passage possible sur le canyon de Tara et freine l'avancée italienne. Jaukovic est cependant capturé et exécuté. Une plaque commémorative sur le nouveau pont rappelle son geste héroïque.
Ces événements sont dépeints dans le film yougoslave La Bataille du dernier pont (Most) de 1969.

## Postérité
Le pont est filmé dans L'ouragan vient de Navarone (1978).
Il joue également un grand rôle dans le roman néerlandais Het land achter land gods rug de A. den Doolaard, publié en 1956. Ce roman est en partie basé sur l'histoire vraie du pont, notamment sa destruction par les Partisans pendant la Seconde Guerre mondiale.

## Sport
Le saut à l'élastique est organisé depuis la plus longue arche.